# 徐俊西
徐俊西（1934年10月10日—2025年6月27日），笔名竣东，男，江苏建湖人，中国文学评论家，中共上海市委宣传部原副部长，上海市作家协会原常务副主席、党组书记。

## 生平
1934年10月10日（一说1935年10月），徐俊西出生于江苏省建湖县上冈镇。徐俊西未上过中小学，幼年时参加手工业劳动并随父自学。1950年，在江苏省射阳中学任文书，从事共青团工作。1955年夏，考入上海复旦大学中文系，1960年毕业后留校任教。1978年，任中文系党总支书记。1984年，任上海市文联党组副书记。1986年，调至上海社会科学院文学研究所，历任副所长、所长。1988年后，历任中共上海市委宣传部副部长，中国作家协会上海分会副主席，上海文化发展基金会副会长，《上海文化》杂志主编等职。2025年6月27日凌晨在上海逝世。